# Bess Meredyth
Bess Meredyth, nata Helen Elizabeth MacGlashen (Buffalo, 12 febbraio 1890 – Los Angeles, 13 luglio 1969), è stata una sceneggiatrice, attrice e regista statunitense.
Dopo che, nel 1910, il suo romanzo The Southerner venne adattato per lo schermo da David W. Griffith per il film The Modern Prodigal, Bess Meredyth iniziò una proficua carriera di sceneggiatrice cinematografica. Tra i lavori più noti di cui è accreditata, va ricordato il suo contributo al copione di Ben-Hur: A Tale of the Christ, il kolossal del 1925 diretto da Fred Niblo, e Il segno di Zorro di Rouben Mamoulian di cui Bess Meredyth firmò l'adattamento.
Bess Meredyth - sola donna insieme alla sceneggiatrice Jeanie Macpherson e all'attrice e produttrice Mary Pickford - fu uno dei trentasei membri fondatori dell'Academy of Motion Picture Arts and Sciences (AMPAS), creata a Hollywood l'11 maggio 1927, un'organizzazione per il miglioramento e la promozione mondiale del cinema. L'accademia, nel 1929, creò il Premio Oscar.

## Vita privata
La scrittrice si sposò tre volte: il primo matrimonio con Burton Leslie fu quasi subito annullato. Nel 1917, Bess Meredyth sposò il regista Wilfred Lucas da cui ebbe un figlio, il futuro produttore televisivo John Meredyth Lucas. La coppia divorziò nel 1927. Il 7 dicembre 1929, si celebrarono le sue nozze con Michael Curtiz, un regista di origine ungherese che sarebbe ben presto diventato uno dei nomi più popolari del cinema avventuroso americano. Questo terzo matrimonio durò fino alla morte del regista, il 10 aprile 1962.

## Filmografia

### Sceneggiatrice

#### 1910
- The Modern Prodigal, regia di David W. Griffith - cortometraggio (1910)

#### 1913
- The Mystery of Yellow Aster Mine, regia di Frank Borzage - cortometraggio (1913)
- The Gratitude of Wanda, regia di Wallace Reid - cortometraggio (1913)
- Cross Purposes, regia di Wallace Reid, Willis Robards - cortometraggio (1913)

#### 1914
- The Countess Betty's Mine, regia di Wallace Reid (1914)
- The Voice of the Viola, regia di Wallace Reid (1914)
- The Way of a Woman, regia di Wallace Reid (1914)
- Cupid Incognito, regia di Wallace Reid (1914)
- Women and Roses, regia di Wallace Reid (1914)
- The Forbidden Room, regia di Allan Dwan (1914)
- The Mystery of Wickham Hall - cortometraggio (1914)
- Passing the Love of Woman
- The Severed Hand, regia di Wilfred Lucas (1914)
- The Love Victorious
- The Trey o' Hearts, regia di Wilfred Lucas e Henry MacRae (1914)
- Flower of the Flames (1914)
- White Water
- Her Twin Brother
- The Sea Venture
- Dead Reckoning (1914)
- The Sunset Tide
- The Crack o' Doom
- Stalemate
- The Mock Rose
- As the Crow Flies
- Steel Ribbons
- The Painted Hills - cortometraggio (1914)
- The Mirage] (1914)
- The Jaws of Death
- When Bess Got in Wrong, regia di Al Christie (1914)
- The First Law (1914)
- The Last Trump
- When Lizzie Got Her Polish, regia di Al Christie (1914)

#### 1915
- A Woman's Debt
- The Mystery Woman
- Wheels Within Wheels
- Their Hour
- The Blood of the Children
- The Mother Instinct, regia di Wilfred Lucas (1915)
- The Human Menace
- Putting One Over, regia di Charles Giblyn (1915)
- The Fear Within
- In His Mind's Eye
- The Fascination of the Fleur de Lis, regia di Joseph De Grasse (1915)
- The Ghost Wagon
- Stronger Than Death, regia di Joseph De Grasse (1915)

#### 1916
- Mismates, regia di Bertram Bracken (1916)
- Spellbound, regia di Harry Harvey (1916)
- The Twin Triangle, regia di Harry Harvey (1916)
- The Wedding Guest, regia di Jacques Jaccard
- Number 16 Martin Street
- Cross Purposes
- The Sody Clerk, regia di Wallace Beery (1916)
- A Thousand Dollars a Week, regia di Wallace Beery (1916)
- The Heart of a Show Girl, regia di William Worthington - cortometraggio (1916)
- He Becomes a Cop, regia di Wallace Beery (1916)
- From the Rogue's Gallery, regia di Wallace Beery (1916)
- The Small Magnetic Hand
- Hired and Fired, regia di Wallace Beery (1916)
- He Almost Lands an Angel, regia di Wallace Beery (1916)
- A Hero by Proxy, regia di Wallace Beery (1916)
- Borrowed Plumes, regia di Wallace Beery (1916)
- Breaking Into Society, regia di Wallace Beery (1916)
- The Decoy, regia di William Garwood) (1916)
- Fame at Last, regia di Wallace Beery (1916)
- A Price on His Head, regia di Ben Horning (1916)
- The White Turkey, regia di Louis Chaudet (1916)
- Pass the Prunes, regia di Louis Chaudet (1916)
- It Sounded Like a Kiss, regia di Louis Chaudet (1916)
- Pretty Baby, regia di Louis Chaudet (1916)

#### 1917
- Practice What You Preach, regia di Louis Chaudet (1917)
- One Thousand Miles an Hour, regia di Louis Chaudet (1917)
- Treat 'Em Rough, regia di Louis Chaudet (1917)
- A Macaroni Sleuth, regia di Louis Chaudet (1917)
- Why, Uncle!, regia di Louis Chaudet (1917)
- His Wife's Relatives, regia di Louis Chaudet (1917)
- A Million in Sight, regia di Louis Chaudet (1917)
- The Girl Who Lost
- The Townsend Divorce Case
- The Light of Love
- Bringing Home Father
- The Little Orphan, regia di Jack Conway (1917)
- Three Women of France
- The Midnight Man, regia di Elmer Clifton
- A Wife's Suspicion
- A Five Foot Ruler
- Pay Me!, regia di Joseph De Grasse (1917)
- Scandal, regia di Charles Giblyn (1917)

#### 1918
- Morgan's Raiders, regia di Wilfred Lucas, Bess Meredyth (1918)
- The Grain of Dust, regia di Harry Revier (1918)
- The Red, Red Heart, regia di Wilfred Lucas (1918)
- Pretty Babies, regia di James D. Davis - cortometraggio (1918)
- That Devil, Bateese, regia di William Wolbert (1918)
- The Romance of Tarzan, regia di Wilfred Lucas (1918)
- The Man Who Wouldn't Tell, regia di James Young (1918)

#### 1919
- The Big Little Person, regia di Robert Z. Leonard (1919)
- Girl from Nowhere, regia di Wilfred Lucas e, non accreditata, Bess Meredyth (1919)

#### 1920
- The Man from Kangaroo
- The Jackeroo of Coolabong

#### 1921
- The Fighting Breed
- The Shadow of Lightning Ridge
- The Grim Comedian, regia di Frank Lloyd (1921)

#### 1922
- The Song of Life, regia di John M. Stahl (1922)
- Grand Larceny, regia di Wallace Worsley (1922)
- The Woman He Married
- One Clear Call, regia di John M. Stahl (1922)
- Rose o' the Sea, regia di Fred Niblo (1922)

#### 1923
- The Dangerous Age
- Strangers of the Night, regia di Fred Niblo (1923)

#### 1924
- Thy Name Is Woman
- The Red Lily, regia di Fred Niblo (1924)

#### 1925
- Schiava della moda (A Slave of Fashion), regia di Hobart Henley (1925)
- The Love Hour, regia di Herman C. Raymaker (1925)
- The Wife Who Wasn't Wanted
- Ben-Hur: A Tale of the Christ, regia di Fred Niblo (1925)

#### 1926
- Il mostro del mare (The Sea Beast), regia di Millard Webb (1926)
- Don Giovanni e Lucrezia Borgia (Don Juan), regia di Alan Crosland (1926)

#### 1927
- When a Man Loves, regia di Alan Crosland (1927)
- Irish Hearts
- The Magic Flame, regia di Henry King (1927)
- Il cavaliere nero (Rose of the Golden West), regia di George Fitzmaurice (1927)

#### 1928
- Sailors' Wives
- The Little Shepherd of Kingdom Come, regia di Alfred Santell (1928)
- Giglio imperiale (Yellow Lily), regia di Alexander Korda (1928)
- The Scarlet Lady, regia di Alan Crosland (1928)
- La donna misteriosa (The Mysterious Lady), regia di Fred Niblo (1928)
- Il destino (A Woman of Affairs), regia di Clarence Brown (1928)

#### 1929
- Wonder of Women

#### 1930
- Arcobaleno (Chasing Rainbows), regia di Charles Reisner (1930)
- Addio Madrid
- Il vampiro del mare (The Sea Bat), regia di Wesley Ruggles e Lionel Barrymore (non accreditati) (1930)
- Ragazze che sognano (Our Blushing Brides), regia di Harry Beaumont (1930)
- Romanzo (Romance), regia di Clarence Brown (1930)

#### 1931
- The Prodigal, regia di Harry A. Pollard (1931)
- Laughing Sinners
- Il fantasma di Parigi
- Risveglio (West of Broadway), regia di Harry Beaumont (1931)
- La rumba dell'amore

#### 1932
- Strano interludio (Strange Interlude), regia di Robert Z. Leonard (1932)

#### 1933
- Looking Forward, regia di Clarence Brown (1933)

#### 1934
- Gli amori di Benvenuto Cellini (The Affairs of Cellini), regia di Gregory La Cava (1934)
- Il duca di ferro (The Iron Duke), regia di Victor Saville (1934)
- Il grande Barnum

#### 1935
- Folies Bergère de Paris, regia di Roy Del Ruth - sceneggiatura (1935)
- Il re dell'Opera (Metropolitan), regia di Richard Boleslawski (1935)

#### 1936
- Sotto due bandiere (Under Two Flags), regia di Frank Lloyd (1936)
- Half Angel, regia di Sidney Lanfield (1936)
- Il pugnale scomparso (Charlie Chan at the Opera), regia di H. Bruce Humberstone (1936)

#### 1937/1939
- The Great Hospital Mystery
- Susanna e le giubbe rosse
- La più grande avventura (Drums Along the Mohawk), regia di John Ford (1939)

#### 1940/1947
- Il segno di Zorro (The Mark of Zorro), regia di Rouben Mamoulian - adattamento (1940)
- Una notte a Rio (That Night in Rio), regia di Irving Cummings (1941)
- L'alibi di Satana (The Unsuspected), regia di Michael Curtiz (1947)

### Attrice
- When Lizzie Got Her Polish, regia di Al Christie (1914)
- The Spanish Jade, regia di Wilfred Lucas (1915)